# 찰스 E. 스미스 센터
찰스 E. 스미스 센터(영어: Charles E. Smith Center)는 미국 워싱턴 D.C에 위치한 실내 경기장이다. WNBA 워싱턴 미스틱스의 2018년 플레이오프 때 홈경기장으로 사용했다.

## WNBA경기
| 날짜            | 팀1                   | 스코어  | 팀2             |
| --------------- | --------------------- | ------- | --------------- |
| 2018년 8월 23일 | 로스앤젤레스 스파크스 | 64 - 96 | 워싱턴 미스틱스 |
| 2018년 8월 31일 | 애틀랜타 드림         | 81 - 76 | 워싱턴 미스틱스 |
| 2018년 9월 2일  | 애틀랜타 드림         | 76 - 97 | 워싱턴 미스틱스 |